# Sydax confragus
Sydax confragus är en skalbaggsart som beskrevs av Martins 1971. Sydax confragus ingår i släktet Sydax och familjen långhorningar.
Artens utbredningsområde är Venezuela. Inga underarter finns listade i Catalogue of Life.